# Ньюфілд-Гамлет (Нью-Йорк)
Ньюфілд-Гамлет (англ. Newfield Hamlet) — переписна місцевість (CDP) в США, в окрузі Томпкінс штату Нью-Йорк. Населення — 725 осіб (2020).

## Географія
Ньюфілд-Гамлет розташований за координатами 42°21′27″ пн. ш. 76°35′38″ зх. д. / 42.35750° пн. ш. 76.59389° зх. д. (42.357511, -76.593810).  За даними Бюро перепису населення США в 2010 році переписна місцевість мала площу 3,26 км², з яких 3,26 км² — суходіл та 0,00 км² — водойми.

## Демографія
Згідно з переписом 2010 року, у переписній місцевості мешкало 759 осіб у 347 домогосподарствах у складі 197 родин. Густота населення становила 233 особи/км².  Було 363 помешкання (111/км²).
Расовий склад населення:
| - 93,4 % — білих - 1,1 % — корінних американців - 1,1 % — чорних або афроамериканців |

До двох чи більше рас належало 4,0 %. Частка іспаномовних становила 1,6 % від усіх жителів.
За віковим діапазоном населення розподілялося таким чином: 20,7 % — особи молодші 18 років, 63,0 % — особи у віці 18—64 років, 16,3 % — особи у віці 65 років та старші. Медіана віку мешканця становила 42,7 року. На 100 осіб жіночої статі у переписній місцевості припадало 89,8 чоловіків;  на 100 жінок у віці від 18 років та старших — 85,8 чоловіків також старших 18 років.
Середній дохід на одне домашнє господарство  становив 54 834 долари США (медіана — 47 411), а середній дохід на одну сім'ю — 83 138 доларів (медіана — 69 009). За межею бідності перебувало 4,4 % осіб, у тому числі 0,0 % дітей у віці до 18 років та 16,5 % осіб у віці 65 років та старших.
Цивільне працевлаштоване населення становило 404 особи. Основні галузі зайнятості: освіта, охорона здоров'я та соціальна допомога — 39,1 %, науковці, спеціалісти, менеджери — 15,1 %, мистецтво, розваги та відпочинок — 14,4 %.